# نشئه کنار ساحل
«نشئه کنار ساحل» (به انگلیسی: High by the Beach) ترانه‌ای از خواننده اهل ایالات متحده آمریکا لانا دل ری است که در ۱۰ اوت ۲۰۱۵ بعنوان اولین تک‌آهنگ از چهارمین آلبوم استودیویی ماه عسل وی از طریق  اینترسکوپ و پالیدور رکوردز منتشر شد. ترانه توسط لانا دل ری، ریک نوولز و کایرون منزیس سروده شد.